# نیتریت آمونیوم
نیتریت آمونیوم (به انگلیسی: Ammonium nitrite) با فرمول شیمیایی NH۴NO۲ یک ترکیب شیمیایی است. که جرم مولی آن 64.06 g/mol می‌باشد. شکل ظاهری این ترکیب، بلورهای زرد کمرنگ است.